# Юніорська збірна Великої Британії з хокею із шайбою
Юніорська збірна Великої Британії з хокею із шайбою (англ. Great Britain men's national under-18 ice hockey team)  — національна юніорська команда Великої Британії, що представляє країну на міжнародних змаганнях з хокею із шайбою. Опікується командою Британська хокейна асоціація, команда постійно бере участь у чемпіонаті світу з хокею із шайбою серед юніорських команд.

## Результати

### Чемпіонат Європи до 18 років
| - 1979 — 3 місце Група С - 1980 — 3 місце Група С - 1981 — 2 місце Група С - 1982 — 3 місце Група С - 1983 — 2 місце Група С - 1984 — 2 місце Група С - 1985 — 3 місце Група С - 1986 — 1 місце Група С - 1987 — 7 місце Група В - 1988 — 8 місце Група В | - 1989 — 2 місце Група С - 1990 — 3 місце Група С - 1991 — 1 місце Група С - 1992 — 7 місце Група В - 1993 — 8 місце Група В - 1994 — 6 місце Група С - 1995 — 4 місце Група С1 - 1996 — 5 місце Група С - 1997 — 1 місце Група С - 1998 — 8 місце Група В |

### Чемпіонати світу з хокею із шайбою серед юніорських команд
- 1999 — 8 місце Група В
- 2000 — 5 місце Дивізіон І Європа
- 2001 — 5 місце Дивізіон ІІ
- 2002 — 3 місце Дивізіон ІІ
- 2003 — 6 місце Дивізіон І Група А
- 2004 — 1 місце Дивізіон ІІ Група В
- 2005 — 6 місце Дивізіон І Група А
- 2006 — 1 місце Дивізіон ІІ Група В
- 2007 — 6 місце Дивізіон І Група В
- 2008 — 2 місце Дивізіон ІІ Група В
- 2009 — 1 місце Дивізіон ІІ Група В
- 2010 — 5 місце Дивізіон І Група В
- 2011 — 5 місце Дивізіон І Група А
- 2012 — 4 місце Дивізіон ІІ Група А
- 2013 — 4 місце Дивізіон ІІ Група А
- 2014 — 5 місце Дивізіон ІІ Група А
- 2015 — 3 місце Дивізіон ІІ Група А
- 2016 — 4 місце Дивізіон ІІ Група А
- 2017 — 5 місце Дивізіон ІІ Група А
- 2018 — 1 місце Дивізіон ІІ Група А
- 2019 — 6 місце Дивізіон І Група В
- 2022 — 3 місце Дивізіон ІІ Група А
- 2023 — 3 місце Дивізіон ІІ Група А
- 2024 — 2 місце Дивізіон ІІ Група А
- 2025 — 2 місце Дивізіон ІІ Група А